# Aïssata Cissé
Pour les articles homonymes, voir Cissé.
Aïssata Cissé est une journaliste malienne née en 1945 et morte le 29 avril 2020. Première femme journaliste au Mali, elle a notamment présenté le journal radiophonique et télévisé sur les chaînes nationales maliennes pendant toute sa carrière.

## Biographie
Aïssata Cissé naît en 1945 d'une mère Dogon et d'un père Peulh,.
Après des études de secrétariat de direction en Pologne, elle est recrutée en 1959 par Mamadou El Béchir Gologo, haut responsable de l'US-RDA alors commissaire à l'information. D'abord journaliste radio, elle devient rapidement présentatrice-vedette à la télévision. Elle présente le journal à la radio et à la télévision nationales maliennes de 1959 à sa retraite en 2007, d'abord sur Radio Soudan, qui devient ensuite Radio Mali puis l'ORTM. Elle est célèbre pour sa "Voix d'or" qui ouvre tous les matins la radio nationale. Elle prête sa voix pour le répondeur national des Postes & Télécommunications maliennes à partir des années 1970, ainsi que pour de nombreux spots publicitaires. Très respectée dans sa profession, elle forme plusieurs générations de journalistes.
Divorcée, elle élève seule ses enfants. En 1991, elle perd l'une de ses filles, Ramatoulaye Dembélé, décédée dans le cadre de la répression des mouvements démocratiques le 22 mars 1991. Aïssata Cissé et sa fille ont toutes deux participé aux mouvements de femmes pour la démocratie en mars 1991, qui ont abouti à la chute de la dictature de Moussa Traoré. Par la suite, Aïssata Cissé devient une des figures emblématiques du mouvement démocratique au Mali.
Lors de son départ à la retraite en 2007, la salle de rédaction de la radio nationale est rebaptisée à son nom,,.
Après sa retraite, elle crée la radio indépendante Émergence où elle continue à former des jeunes journalistes. À partir de 2009, elle co-anime avec le musicien Boncana Maïga l'émission Tounkagouna,, destinée à faire découvrir les nouveaux talents musicaux.
Le 30 avril 2020, le lendemain de sa mort, une minute de silence est observée en la mémoire d'Aïssata Cissé en ouverture du Conseil des Ministres du Mali et le Président de la République Ibrahim Boubacar Keïta lui rend hommage,.